# Balance courante
Pour les articles homonymes, voir balance.
La balance courante d'un pays est la somme de sa balance commerciale, c'est-à-dire des flux monétaires résultant des échanges de biens et services de ce pays avec l'étranger, de sa balance des revenus et de sa balance des transferts courants.
La balance courante est une des composantes de la balance des paiements.
On parle aussi de balance des opérations courantes, de balance des transactions courantes, de balance des paiements courants ou encore de solde des opérations courantes. Le compte associé est le compte des opérations courantes ou compte courant.

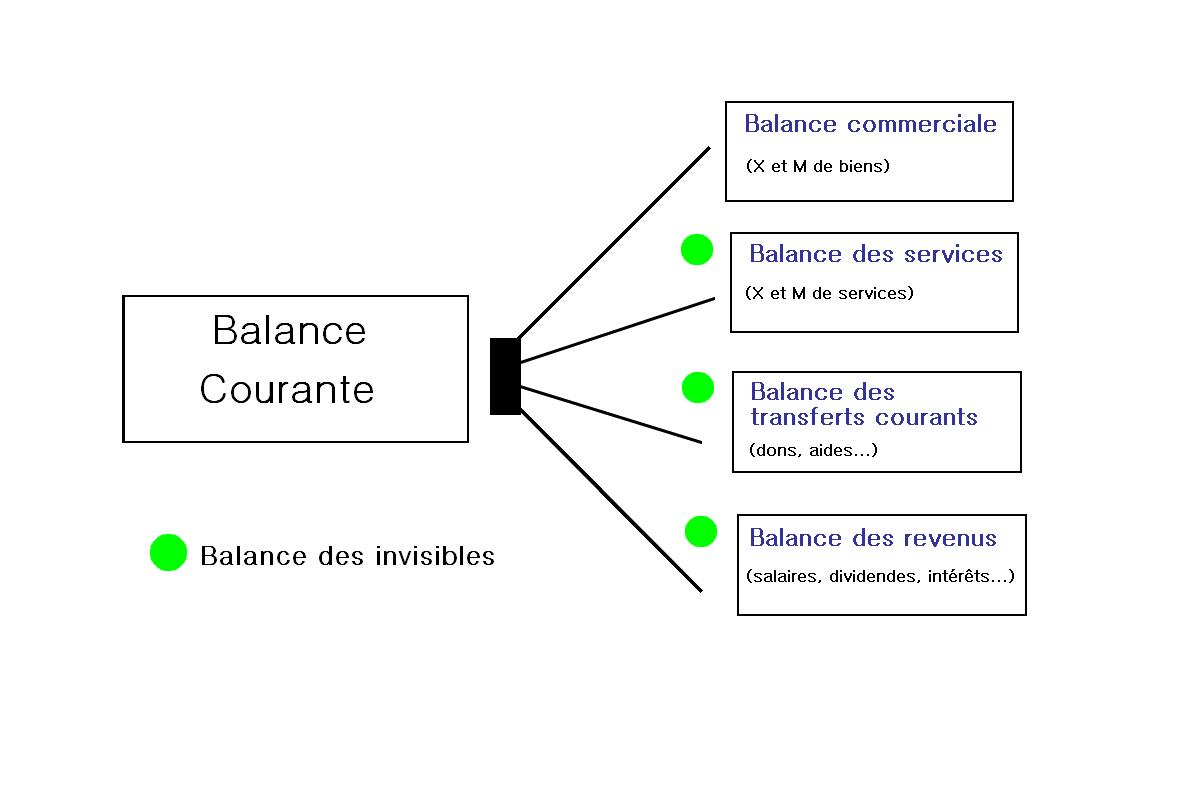
Schéma simplifié de la balance courante (selon la comptabilité française)

Traditionnellement, on considère qu'une balance courante positive (= un excédent courant) permet aux résidents du pays concerné de rembourser leurs dettes ou de prêter à des résidents d'autres pays, et qu'une balance courante négative (= un déficit courant) est compensée par les résidents en contractant des emprunts dans d'autres pays, en y liquidant des actifs (actifs extérieurs nets), ou en faisant des bénéfices grâce à l'effet de valorisation associé à leurs actifs extérieurs nets.
Cette approche est un peu simpliste, la relation de cause à effet entre les exportations et l'épargne pouvant être dans l'autre sens.

## Balance courante, épargne et investissement

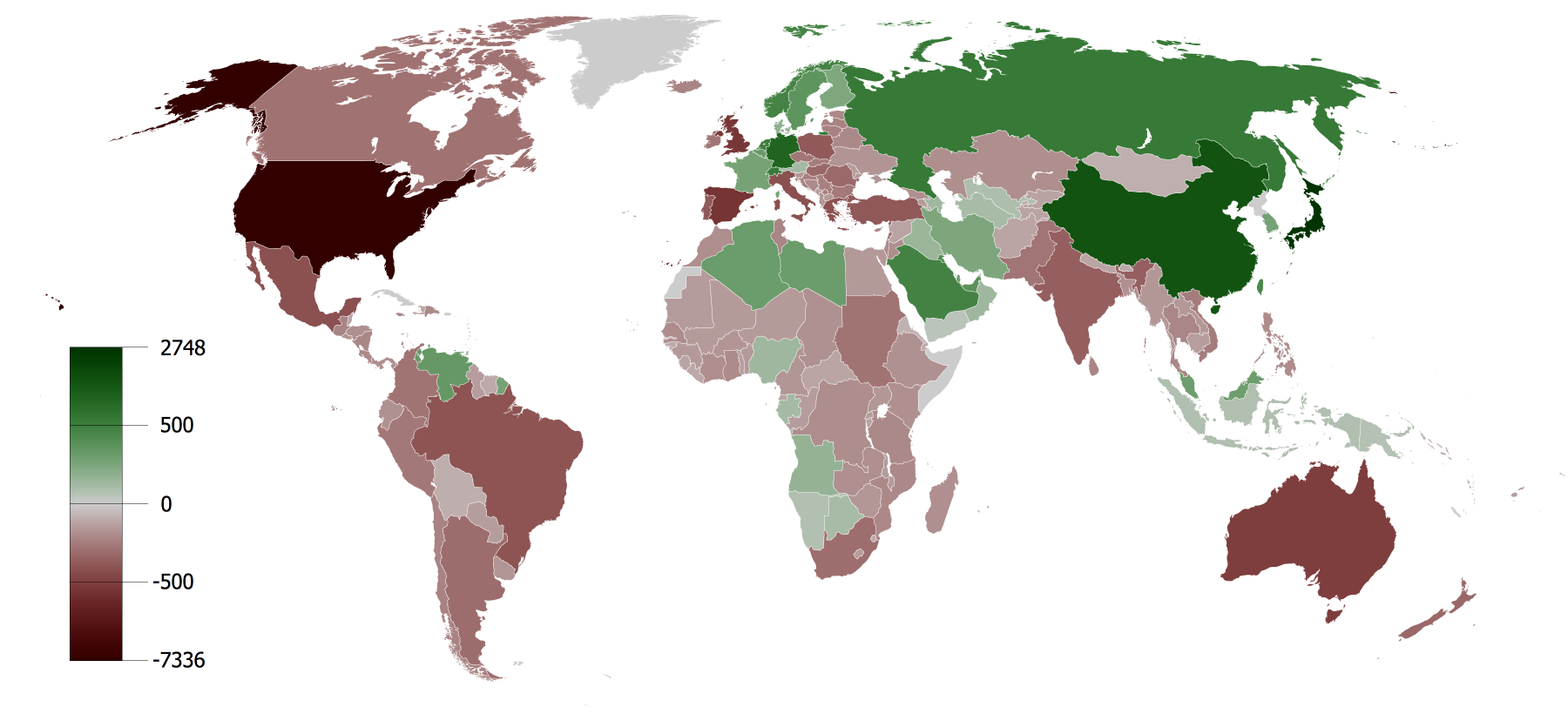
Vert = pays avec un compte courant positif ;
Rouge = compte courant négatif, Cumulé de 1980 à 2008

Tenons-nous en, concernant la balance courante ({\displaystyle BC}), à sa composante majoritaire, la balance commerciale, c'est-à-dire au solde des flux monétaires résultant des échanges des biens et services échangés avec l'étranger: exportations ({\displaystyle X}) moins importations ({\displaystyle M}), on a:
{\displaystyle BC=X-M\,}
les exportations et les importations étant évaluées dans la monnaie nationale (ou transnationale) et en prix hors taxes (le prix de la valeur ajoutée).
Le PIB ({\displaystyle Y}) peut être décomposé de la manière suivante, la consommation, l'investissement et la variation des stocks étant respectivement notés {\displaystyle C}, {\displaystyle I} et {\displaystyle VarSt}):
{\displaystyle Y=C+I+VarSt+(X-M)\,}
(Si l'on raisonne en termes d'économie réelle et non en termes d'économie officielle, c'est-à-dire si l'on inclut la balance des invisibles, alors la variation des stocks représente l'enrichissement apparent de la nation, puisqu'elle inclut toutes les accumulations de biens, immobiliers et mobiliers, par les résidents.)
L'épargne ({\displaystyle S}) peut être définie comme équivalent à la part du PIB ({\displaystyle Y}) qui n'est pas consommée, et on a alors:
{\displaystyle S=Y-C\,}
ce qui équivaut à :
{\displaystyle Y=S+C\,}.
Découlant de ces deux décompositions de {\displaystyle Y}, on a donc :
{\displaystyle S+C=C+I+VarSt+X-M\,},
ce qui équivaut à :
{\displaystyle S-(I+VarSt)=X-M=BC\,},
c'est-à-dire que la balance commerciale est égale à la différence entre l'épargne telle que définie plus haut et la somme de l'investissement et de la variation des stocks.

On peut décomposer l'épargne en trois composantes: 
- l'épargne gérée personnellement par les épargnants, notée {\displaystyle S_{pers}\,},

- l'épargne confiée à des gestionnaires d'épargne de l'intérieur du pays, notée {\displaystyle S_{int}\,}, et

- l'épargne confiée à des gestionnaires d'épargne de l'extérieur du pays, notée {\displaystyle S_{ext}\,}.

De même, on peut décomposer l'investissement en trois composantes:
- l'investissement provenant de l'épargne gérée personnellement par les épargnants/investisseurs, noté {\displaystyle I_{pers}\,},

- l'investissement provenant d'épargne de résidents (de l'intérieur du pays) noté {\displaystyle I_{int}\,}, et

- l'investissement provenant d'épargne de l'étranger (de l'extérieur du pays) noté {\displaystyle I_{ext}\,}.

Ce dernier type d'investissement {\displaystyle I_{ext}\,} correspond donc à des prêts consentis par des étrangers à des résidents: il s'agit donc d'exportations de créances.
Inversement, l'épargne {\displaystyle S_{ext}\,} correspond à des prêts consentis par des résidents à des étrangers: il s'agit donc d'importations de créances.
On a par ailleurs 
{\displaystyle S_{pers}=I_{pers}+VarSt\,}, 
l'épargne gérée personnellement par les épargnants étant soit investie soit accumulée (sous forme de biens mobiliers ou immobiliers).
On a par ailleurs:
{\displaystyle S_{int}=I_{int}\,}, l'ensemble des prêts entre résidents correspondant à l'ensemble des emprunts entre résidents.
On a donc finalement 
{\displaystyle S-(I+VarSt)=(S_{pers}-(I_{pers}+VarSt))+(S_{int}-I_{int})+(S_{ext}-I_{ext})=S_{ext}-I_{ext}\,}.
L'égalité 
{\displaystyle S-(I+VarSt)=S_{ext}-I_{ext}=X-M\,} 
rappelle que le solde des importations et des exportations de créances est égal au solde des exportations et des importations de biens et services. Ce qui découle du fait que les biens et services s'échangent contre des créances.
Et une balance courante positive implique que le pays est détenteur de créances sur l'étranger et donc est investisseur net à l'étranger, tandis qu'une balance négative implique que l'étranger est investisseur net dans le pays.
On pourra remarquer qu'une variation de chacun des deux membres de l'égalité {\displaystyle S_{ext}-I_{ext}=X-M\,} implique une variation de l'autre. 
Ainsi, lorsque la balance courante est positive, cela signifie que l'on est dans l'une des deux situations (très différentes) suivantes :
- Soit les exportations ont permis de dégager des ressources qui ont été épargnées.

- Soit la part de l'épargne nationale prêtée aux étrangers a fourni aux étrangers des ressources leur permettant d'acheter des biens et services du pays et a donc suscité des exportations.

La balance courante permet de dresser un bilan, mais n'indique absolument rien quant aux causes des phénomènes observés.
On pourra même remarquer que, si la deuxième situation est plus fréquente que la première, c'est-à-dire lorsque l'épargne extérieure suscite des exportations de biens et services, alors, contrairement à une idée reçue, les cours relatifs des monnaies n'ont pas l'incidence que l'on dit habituellement sur les volumes des échanges internationaux de biens et services.

Par ailleurs, si l'on distingue l'épargne privée (notée {\displaystyle S_{priv}}) de l'épargne publique (notée {\displaystyle S_{pub}}, généralement négative) :
{\displaystyle BC=S_{priv}-I+S_{pub}\,}.
{\displaystyle BC=(S-I)+(T-G)\,}.